# 47P/Ashbrook-Jackson
47P/Ashbrook–Jackson es un cometa periódico en el sistema solar. Se estima que el núcleo del cometa tiene 5,6 kilómetros de diámetro.

## Historia
El cometa 47P/Ashbrook–Jackson fue descubierto por Joseph Ashbrook y Cyril Jackson en 1948.

## Nombre
47P fue denominado así porque fue el 47.º cometa periódico descubierto. Ashbrook–Jackson son los apellidos de sus dos descubridores.

## Apariciones
- 28 de octubre de 2025[2]
- 10 de junio de 2017
- 31 de enero de 2009
- 6 de enero de 2001
- 14 de julio de 1993
- 24 de enero de 1986
- 19 de agosto de 1978
- 13 de marzo de 1971
- 2 de octubre de 1963
- 6 de abril de 1956
- 4 de octubre de 1948